# Felisa Reyes Ortega
Felisa Reyes Ortega (Lucena, 1984) es una científica, investigadora y profesora española que en 2013 se convirtió en la primera mujer gitana en doctorarse en Ciencias Naturales y Experimentales en España.

## Trayectoria
Reyes nació en la localidad cordobesa de Lucena en 1984 en el seno de una familia gitana de 6 hermanos. Se licenció con premio extraordinario en Química en la Universidad de Córdoba. En 2007 realizó un máster de polímeros en el Consejo Superior de Investigaciones Científicas (CSIC). Obtuvo una beca JAE-Predoc del Ministerio de Educación con el que pudo desarrollar su tesis doctoral en el Instituto de Ciencia y Tecnología de Polímeros en el CSIC, bajo la dirección de María Rosa Aguilar de Armas y de Julio San Román del Barrio. En ese periodo, realizó dos estancias en la Universidad Carnegie Mellon, en Pittsburg, Pensilvania, en el grupo del químico polaco Krzysztof Matyjaszewski. En 2013, se doctoró cum laude con mención internacional en la Universidad Autónoma de Madrid. Se convirtió así en la segunda mujer gitana que se doctoró en España, tras la antropóloga de la Universidad de Castellón Ana Giménez Adelantado, así como en la primera mujer gitana doctora en Ciencias Naturales y Experimentales de su país.
Inició una investigación postdoctoral en la Universidad de Monash de Melbourne, VIC, Australia), en torno a una iniciativa de fármacos para la fibrosis quística. También ha publicado más de 20 artículos científicos y obtenido 2 patentes internacionales. Se convirtió en profesora e investigadora del Departamento de Física Aplicada la Universidad de Granada. Reyes Ortega se convirtió en miembro de la Real Sociedad de Química Española y del Centro de Nanomedicina de Australia.

## Reconocimientos
En 2012 ganó el premio a la mejor presentación Oral en el Congreso de la Sociedad Ibérica de Biomecánica y Biomateriales celebrado en Madrid. En 2018, recibió un homenaje por parte del Ayuntamiento de Lucena y el Consejo Local de la Mujer por su trayectoria profesional.
En 2019, fue reconocida con el Premio Andalucía + Social Comunidad Gitana a la mejor iniciativa individual, concedido por la Junta de Andalucía, por su trayectoria como investigadora y profesora de la Universidad de Granada, siendo premiados también en la categoría individual Mar Cambrollé, María José Risco Ceniceros y María Remedios Nuñez Magro entre otras, y en la colectiva la Fundación Secretariado Gitano, la Asociación Calor y Café y Pasaje Begoña entre otras iniciativas.